# محمود قندی
محمود قندی (۷ شهریور ۱۳۲۳ _۷ تیر ۱۳۶۰) سیاستمدار ایرانی، وزیر پست و تلگراف و تلفن در کابینه‌های شورای انقلاب و محمدعلی رجایی از ۷ آذر ۱۳۵۸ تا ۷ تیر ۱۳۶۰ و همچنین رئیس دانشکده مهندسی برق و کامپیوتر دانشگاه صنعتی خواجه نصیرالدین طوسی بود. وی در حادثه انفجار دفتر مرکزی حزب جمهوری اسلامی در ۷ تیر ۱۳۶۰ کشته شد.

## زندگی‌نامه
محمود قندی فرزند احمد قندی در سال ۱۳۲۳ در خانواده‌ای مذهبی در تهران متولد شد. در سال ۱۳۴۱ تحصیلات ابتدایی و متوسطه را در دبستان محمدی و دبیرستان علوی با موفقیت به پایان رساند. وی سپس دوره مهندسی الکترومکانیک را در سال ۱۳۴۵ در دانشگاه تهران به پایان رساند.
قندی برای ادامه تحصیلات عازم آمریکا شد و در سال ۱۳۵۰ درجه دکترای خود را از دانشگاه کالیفرنیا با نمره (۳/۹۴) از ۴ در رشته مهندسی برق و الکترونیک دریافت کرد و پس از بازگشت به ایران مشغول تدریس در دانشکده فنی دانشگاه تهران و دانشکده مخابرات (دانشکده برق دانشگاه صنعتی خواجه نصیرالدین طوسی) شد.
در زمان اوجگیری انقلاب ایران (۱۳۵۷)، قندی به همراه دو تن از دوستانش به دلیل فعالیت‌های سیاسی علیه رژیم پهلوی به زندان افتاد. وی پس از پیروزی انقلاب ایران (۱۳۵۷) به سمت ریاست دانشکده مخابرات و سپس از طرف شورای انقلاب به وزارت پست و تلگراف و تلفن منصوب شد.

## مرگ
وی در ساعت ۲۰:۳۰ روز یکشنبه ۷ تیر ۱۳۶۰ در حادثه انفجار در دفتر حزب جمهوری اسلامی در محله سرچشمه تهران به همراه جمعی از وزیران و نمایندگان مجلس کشته شد.

## زندگی خانوادگی
محمود قندی در سال ۱۳۵۲ ازدواج کرد. وی دارای یک دختر و سه پسر است.